# Misión Hábitat
Die Stiftung Misión Hábitat („Mission Wohnort“) ist eine venezolanische Bolivarianische Mission, die die Errichtung tausender neuer Wohneinheiten für die Armen zum Ziel hat. Das Programm soll auch annehmbare, integrierte Wohngebiete entwickeln, die ein komplettes Angebot an sozialen Dienstleistungen – von der Bildung bis zum Gesundheitswesen – zur Verfügung stellen, was der Idee des New Urbanism nahekommen soll.
Auf sie geht der Bau des Petrocasa-Haustyps zurück.